# Никола Ђурковић (народни херој)
Никола Ђурковић (Рисан, код Котора, 19. мај 1908 — Поди, код Херцег Новог, 21. јануар 1943) био је учесник Народноослободилачке борбе и народни херој Југославије.

## Биографија
Потицао је из средње имућне трговачке породице. У родном месту завршио је основну школу, а гимназију 1928. године у Котору. У јесен 1928, отпутовао је у Француску где је почео да учи правне науке, и то најпре у Монпељеу, а затим у Паризу. Током боравка у Паризу, граду некад чувене Париске комуне упознао се са револуционарним радничким покретом. Поред студирања, занесен идеалима борбе за боље услове живота, учествовао је у демонстрацијама, штрајковима и митинзима и другој борби за економска и политичка права. Постепено се и сам укључио у студентске манифестације, те постао члан међународне организације „Црвена помоћ”. После завршетка студија и одбране доктората, напустио је Француску и вратио се у Југославију.
Најпре је радио у Београду, а затим као судски приправник у Гњилану, Крушевцу и Струмици. Већ 1933. године, на општинским изборима, иступао је као политички пропагатор на великом збору у Црквицама, у Боки которској, у корист демократске опозиције. Све више изучавајући дела Маркса и Лењина, и упознајући се са стварношћу капиталистичког друштва, прихватио је комунистичку идеју. Године 1933. године постао је члан Комунистичке партије Југославије (КПЈ). На изборима 22. новембра 1936. године, у оштрој конкуренцији против владиног кандидата, био је изабран за председника општине Рисан. Због директног учешћа у отпремању добровољаца у Шпанију, у јесен 1937. године смењен је с положаја председника општине. Међутим, то га није спречило да и даље, као човек који је одабрао адвокатску професију, може деловати као комуниста; веома активно је радио на јачању партијске организације и радничког покрета. Након смене на месту председника општине Рисан наследио га је саборац, други на изборној листи Мирко Самарџић који је наставио да спроводи његове идеје.
Ђурковићеву активност пратила је полиција, упућујући за њим на зборове и конференције жандарме и полицијске агенте, који су више пута кундацима и пуцњавом растеривали масу, која је долазила да га слуша. Кад сви прогони, честе мобилизације и остала шиканирања, нису могли да одврате Ђурковића од револуционарног рада, у јануару 1941. године, по налогу владе Цветковић—Мачек, био је, с осталим истакнутим бокељским и црногорским комунистима, спроведен у концентрациони логор у Смедеревској Паланци, где је боравио до пуча 27. марта 1941. године.
После окупације Југославије, 1941. године, укључио се у припреме за оружану борбу. Живећи полуилегално, заједно с осталим комунистима Боке организовао је састанке, реорганизовао партијске организације, учествовао у организовању разних курсева у којима се омладина припремала за наступајуће догађаје. После напада Немачке на Совјетски Савез, јуна 1941. године, Ђурковић и остали истакнути комунисти прешли су у илегалност, чекајући директиву за почетак оружане борбе. Као прва личност у партијској организацији Боке, после формирања прве Кривошијске чете у данима Тринаестојулског устанка, Ђурковић је био њен први политички комесар, да би у новембру 1941. године, после формирања Орјенског партизанског батаљона, постао његов први политички комесар. Овај батаљон, сматрао се једним од најбољих на територији Црне Горе и Боке. У исто време, Ђурковић је био и члан Окружног комитета КПЈ за Никшић.
Након расформирања Орјенског батаљона, јуна 1942. године, када је настала привремена криза Народноослободилачког покрета у Црној Гори, Ђурковић је остао на територији Боке и у илегалним условима, као секретар Месног комитета КПЈ за Херцег Нови, радио је на одржавању и повезивању партијске организације. Заједно са другим бокељским комунистима, у најтежим условима илегалног рада, борио се против окупатора. У потрази за њима, непријатељ је стално претраживао терен, па је успео да похвата већину бивших бораца батаљона. Група у којој се налазио Ђурковић успела је да се одржи, непрекидно дејствујући по падинама Орјена, па чак и да се убаци у Рисан, где је у илегалним условима радила на организовању разних акција. Према неким подацима, та група је организовала и уништење муницијског складишта у Веригама, а то је била једна од највећих диверзија у Боки которској јула 1942. године. Упркос разноврсном терору непријaтеља над становништвом Боке, услед присуства ове партизанске групе и мобилизације нових бораца, почела је нагло да се поправља ситуација.
Крајем јануара 1943. године, на његову иницијативу заказан је састанак свих руководећих комуниста из херцегновског среза. Састанак на коме су се чланови Бироа Месног комитета КПЈ за Херцег Нови састали са представницима рисанско-кривошијске и херцегновске групе илегалаца, одржан је у селу Поди, код Херцег Новог, али због недовољне будности, као и због издаје на терену, окупаторске власти су сазнале за овај састанак и мобилисале јаке снаге да ухвате и ликвидирају комунистичке вође. Након састанка, група чланова МК, међу којима су поред Ђурковића били — Саво Илић, Данило Павичић Дашо и Стјепан Шаренац Шћепо, сместила се у једној стаји у Подима, у засеоку Тушупи, где је имала задатак да донесе закључке о даљој политичко-партијској активности у западној Боки которској. Када су били откривени, у рано јутро 21. јануара 1943. године, прихватили су борбу и бомбама покушали пробој. Најпре су страдали Павичић и Шаренац, а Ђурковић и Илић су потом спалили партијску архиву и кренули у покушај пробоја у коме су погинули.
Након погибије, окупатор је њихова тела однео у Херцег Нови и изложио на градском тргу, који данас носи име Трг Николе Ђурковића. Четници су око њихових тела играли тзв. „Крваво коло”, а фотографију играња кола тајно је снимио симпатизер КПЈ Лука Цириговић. Након рата њихови посмртни остаци су сахрањени на партизанском гробљу на Савини.
Указом Председништва Антифашистичког већа народног ослобођења Југославије (АВНОЈ), 11. јула 1945. године, међу првим борцима Народноослободилачке војске, проглашен је за народног хероја.